# Crosa
Crosa település Olaszországban, Piemont régióban, Biella megyében.  Crosa Casapinta, Cossato, Lessona és Strona községekkel határos.

## Népesség
A település lakossága az elmúlt években az alábbi módon változott: